# Franz Ebeling
Emil Wilhelm Franz Ebeling (* 10. November 1881 in Clausthal; † 2. Dezember 1941 in Berlin) war ein deutscher Geologe und Verleger.

## Leben und Tätigkeit
Franz Ebeling wurde 1881 als Sohn des August Friedrich Wilhelm Ebeling und dessen Ehefrau Johanne Wilhelmine Friederike Henriette  geb. Brandt geboren. Nach dem Abitur in Clausthal studierte er an den Universitäten München und Halle. 1904 absolvierte er in Clausthal die Prüfung zum Bergreferendar. 1907 promovierte er an der Universität Breslau. Das Thema seiner Dissertation lautete Die Geologie der Waldenburger Steinkohlenmulde. 1908 wurde Ebeling Bergassessor. Er war bis zur Vertreibung aus Polen 1934 als Fürstlich Plessischer Oberbergwerksdirektor in Łaziska Średnie bei Pszczyna (Pless) tätig. Noch in seiner Zeit in Polen trat er zum 1. September 1931 der NSDAP (Mitgliedsnummer 631.852) und 1933 der SS bei (SS-Nummer 128.798) und gehörte später dem Persönlichen Stab des Reichsführer SS an.
Eine Denunziation Ebelings durch seinen Mitarbeiter, den Grubenbetriebsführer Georg Goepfert, beim bayrischen Innenminister und Gauleiter Adolf Wagner aus dem Dezember 1933 führte zu einem bis 1935 andauernden Konflikt mit deutschen Partei- und Regierungsstellen um Ebelings nationalsozialistische Haltung. Im November 1934 wurde Ebeling bis zur Klärung der Vorwürfe als SS-Oberscharführer beurlaubt. Goepfert hatte Ebeling Korruption und mangelnden Einsatz für das Deutschtum in Ostoberschlesien vorgeworfen und sich an seinen Burschenschafts-Bundesbruder Wagner gewandt, weil Ebeling am bayrischen Königssee einen Zweitwohnsitz hatte. Ein Ehrengerichtsverfahren vor dem Obersten SS-Gericht entlastete Ebeling schließlich.
1931 gründete er einen Buch- und Zeitschriftenverlag als GmbH, der hauptsächlich Publikationen zum Gas- und Luftschutz herausgab. Er wurde Geschäftsführer dieses Verlages. Der Verlag Gasschutz und Luftschutz Dr. Ebeling, Berlin existierte bis 1945 und firmierte dann bis 1960 als Verlag Gasschutz und Luftschutz Dr. Ebeling, Koblenz-Neuendorf und bis 1969 als Zivilschutz-Verlag Dr. Ebeling, Koblenz-Neuendorf.
Ebeling starb am 2. Dezember 1941 mit 60 Jahren in Berlin-Charlottenburg. Als Todesursache wird „Aderverkalkung, Bluthochdruck, Gehirnschlag“ angegeben. Er war verheiratet mit Hertha geb. Wagner.

## Schriften (Auswahl)
- Die Geologie der Waldenburger Steinkohlenmulde. Dissertation, 1907.
- Neue Erfahrungen mit Miedziankit. Böhm, Kattowitz O.-S. 1913.